# Hisonotus francirochai
Hisonotus francirochai är en fiskart som först beskrevs av Ihering 1928.  Hisonotus francirochai ingår i släktet Hisonotus och familjen Loricariidae. Inga underarter finns listade i Catalogue of Life.